# Чункур-Кыштак
Чункур-Кыштак (кирг. Чуңкур-Кыштак) — село в Кадамжайском районе Баткенской области Кыргызстана. Входит в состав айылного аймака Молдо Нияз.

## География
Село расположено в восточной части области, вблизи государственной границы с Узбекистаном, на расстоянии приблизительно 22 километров (по прямой) к северо-западу от города Кадамжай, административного центра района. Абсолютная высота — 663 метра над уровнем моря.

## Население
Согласно оценочным данным Национального статистического комитета Кыргызской Республики, численность населения села на начало 2023 года составляла 2423 человека.
| год     | 2009 | 2014 | 2015 | 2020 | 2021 | 2023 |
| ------- | ---- | ---- | ---- | ---- | ---- | ---- |
| человек | 1851 | 2225 | 1956 | 2165 | 2240 | 2423 |